# Груэн, Боб
Боб Груэн (англ. Bob Gruen) — американский фотограф, известный по работе с популярными рок-музыкантами.

## Биография
Боб Груэн родился в США в 1945 году. Начинал свою карьеру сотрудничая с Бобом Диланом и получил известность как персональный фотограф Джона Леннона в Нью-Йорке.
Самая его известная работа — фотография Леннона в футболке с надписью New York. Кроме того, Боб работал с другими музыкантами, включая New York Dolls, The Clash, Ramones, Патти Смит, Blondie, Led Zeppelin, The Who, Дэвида Боуи, Тину Тёрнер, Элтона Джона, Aerosmith, Kiss, Элиса Купера и Green Day.

## Книги
- The Sex Pistols: Chaos (1990), ISBN 978-0711921214
- The Rolling Stones — Crossfire Hurricane (1997), Genesis Publications
- The Clash (2004), ISBN 978-1903399347
- John Lennon — The New York Years (2005), ISBN 978-1584794325
- Rockers: The Exhibit, (Cosac Naify, 2007)
- New York Dolls Photographs by Bob Gruen (2008), ISBN 978-0810972711
- Rock Seen — Bob Gruen (2011), ISBN 978-0810997721

## Фильмография
- Американское правосудие (сериал, 1998)
- Угол зрения: История панк-рока (ТВ, 2005)
- США против Джона Леннона (2006)
- Правдивая голливудская история (сериал, 2007)
- Час (сериал, 2008)
- Американские мастера (сериал, 2010)
- Биография (сериал, 2010)
- Рок-н-ролл в объективе: Фотографии Боба Груэна (2011)
- Кто стрелял в рок-н-ролл: Фильм (2012)